# Добра девојка
Добра девојка је осми албум Драгане Мирковић, издат је 1991. године.
Јужни Ветар су напустили Драгана, Перица Здравковић и Сава Бојић. Перица и Сава су основали нови бенд „Жар” који није довољно заживео али је успео да испрати нову Драганину плочу. Жељна нечег новог креће напред, са плесном групом Ђогани Фантастико изводи ремикс песме „Поклањам ти своју љубав” и постаје прва фолк певачица са денс плесном групом на сцени. На овом албуму сарађивала је и са највећим ауторским двојцем деведесетих, брачним паром Марином Туцаковић и Александром Радуловићем Футом. Њих двоје су урадили песме „Добра девојка” и „Додај гас”, Драгана се прво двоумила да ли да сними „Добру девојку”, јер јој је било чудно да о самој себи пева као о доброј девојци али је на крају ипак пристала. Како је песма „Додај гас” у рок фазону, Драгана се увукла у кожњак, села на мотор и као права рокерка снимила спот за песму. Поред наведених песама, издвојиле су се иː „Хајдемо негде”, и „Бог срца мог” и феноменалне баладе „Умрећу због тебе” и „Кажи ми сунце моје” која спада у групу Evergreen песама јер и даље не губи на вредности и квалитету.

## Списак песама
1. Волим те волиш ме 
(П. Здравковић - ЖАР - Жана)
2. Кажи ми сунце моје 
(П. Здравковић - ЖАР - Жана)
3. Добра девојка 
(А. Радуловић - М. Туцаковић)
4. Што те нема 
(П. Здравковић - ЖАР - С. Спасић)
5. Хајдемо негде 
(Р. Крстић - ЖАР - Ђ. Јанковић)
6. Поклањам ти своју љубав 
(Р. Крстић - ЖАР - М. Васић)
7. Умрећу због тебе 
(П. Здравковић - ЖАР - Жана)
8. Свуд си око мене 
(П. Здравковић - ЖАР - С. Спасић)
9. Бог срца мог 
(С. Бојић - ЖАР - Жана)
10. Додај гас 
(А. Радуловић - М. Туцаковић)